# Jean Nicolas Humbert de Fercourt
Pour les autres membres de cette famille, voir Famille Humbert et pour les homonymes, voir Humbert.
Jean Nicolas, baron Humbert, né le 10 aout 1751, à Metz (Moselle), mort le 21 septembre 1823 dans la même ville, est un général français de la Révolution et de l’Empire.

## Biographie
Jean Baptiste Nicolas Humbert, dit Jean Nicolas Humbert, est né le 10 août 1751 au sein d'une ancienne famille lorraine exerçant depuis le XVe siècle des charges échevinales dans le pays messin et au sein de la capitale de l'ancienne République,. Son aïeul fut ainsi « aman de Metz » tandis que son père, François-Philippe Humbert, était conseiller du Roi et échevin de Metz.
Ses études terminées, Jean Nicolas Humbert décide d'embrasser la carrière militaire. Il se spécialise dans l'artillerie, l'arme de Metz par excellence. Il gravit peu à peu les échelons militaires devenant sous-lieutenant, lieutenant, puis capitaine le 27 janvier 1788, à la veille de la Révolution française. 

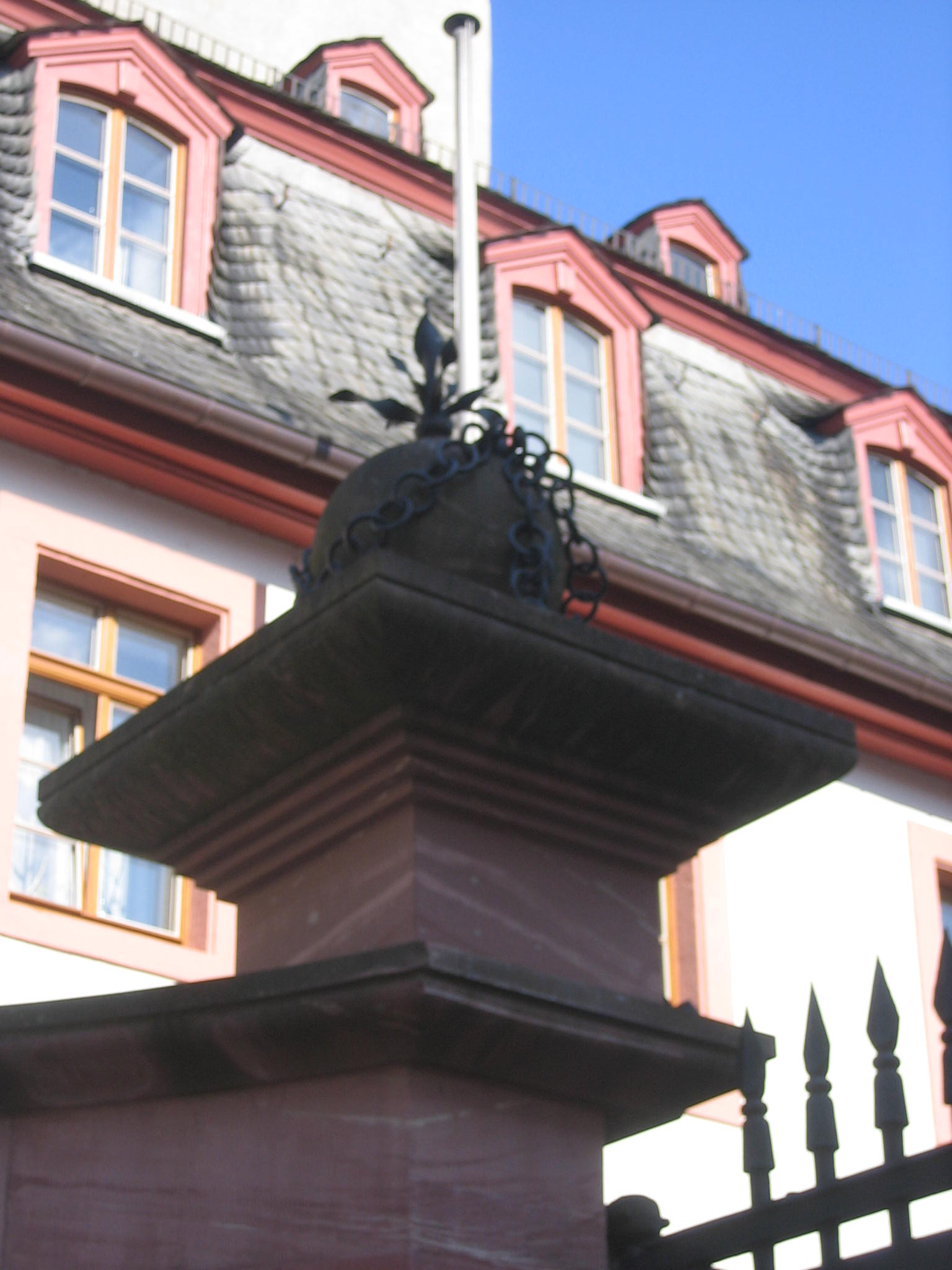
Hôtel de l'ordre du Saint-Sépulcre à Mayence. Bombe explosive décorée comme allégorie pour l'école de l'artillerie de 1813 à 1814.

Adhérant aux idées nouvelles, Jean Nicolas Humbert continue sa carrière dans les armées révolutionnaires, et participe aux campagnes militaires de la Révolution et de l'Empire, notamment au sein de la Grande Armée. 
Il est nommé chef de bataillon le 26 août 1793, puis chef de brigade le 9 janvier 1794. Il prend le commandement du 7e régiment d'artillerie à pied le 21 floréal an III (10 mai 1795), puis est promu colonel. Il est élevé au grade d'officier de la Légion d'honneur le 14 juin 1804, et créé baron de l'Empire le 22 novembre 1808. 
Le 6 novembre 1813, le baron Humbert est promu au grade de général de brigade dans son arme de prédilection, l'artillerie. Le 26 du même mois, il est nommé commandant de l'école d'Artillerie de Mayence dans le département du Mont-Tonnerre, région alors française,,. Le baron Humbert occupe ce poste jusqu'au 1er septembre 1814. 
Après l'épisode des Cent-Jours, il fait valoir ses droits à la retraite le 12 août 1815 et retourne en Lorraine.
Le baron Humbert  meurt dans sa ville natale de Metz, le 21 septembre 1823.

## État des services du général baron Humbert[9]
- Enseigne au régiment provincial de Metz, 4 août 1771.
- Lieutenant au régiment provincial de Metz le  5 mai 1772.
- Réformé le 11 décembre 1775.
- Sous-lieutenant au régiment provisoire de Verdun le 10 mai 1775.
- Aide de camp du général de Broglie de 1777 à 1780.
- Lieutenant en second au régiment de Grenoble le 20 juillet 1780.
- Lieutenant en premier au régiment de Grenoble le 6 janvier 1785.
- Capitaine au second régiment à pied le 27 janvier 1788.
- Chef de bataillon le 26 août 1793.
- Chef de brigade le 20 pluviôse an II (9 janvier 1794) .
- Directeur de l'artillerie à Grenoble le 20 pluviôse an II.
- Commandant le 7e régiment d'artillerie le 21 floréal an III.
- Directeur de l'artillerie à Mayence le 22 ventôse an VIII.
- Général de brigade commandant l'École d'artillerie à Mayence, du 26 novembre 1813 au 1er septembre 1814.
- Admis à la retraite par ordonnance royale du 12 août 1815.

## Campagnes[9]
- Aux armées des côtes de La Rochelle, des Alpes et d'Italie ;
- À l'armée du Nord ;
- À l'armée du Rhin ;
- À commandé l'artillerie Gallo-batave et a conduit les opérations du blocus de la forteresse de Wurtzbourg avec Augereau ;
- À l'armée de Hanovre (ans 12 et 13) : directeur de l'artillerie de l'armée de Hanovre aux côtés de Jean-Baptiste Eblé. Au cours de la campagne, il est enfermé dans la citadelle de Hameln ;
- À la Grande Armée (1806) ;
- À l'armée du Rhin (1808);
- À l'armée d'Espagne (1809) ;
- À Mayence (1814)

## Décorations et titres
- Légion d'honneur : Chevalier le 19 frimaire an 12 et Officier le 14 juin 1804.
- Baron de l’Empire : 27 novembre 1808, avec une donation en Westphalie.
- Croix de Saint-Louis : 19 juillet 1814

## Sources
- Côte du Service Historique de l'Armée de Terre: 8 Yd 1580
- Thierry Lentz ; Denis Imhoff: La Moselle et Napoléon : étude d'un département sous le Consulat et l'Empire, éd. Serpenoise, Metz, 1986.